# أكمة الميدان (السياني)

تعديل مصدري - تعديل

اكمه الميدان محلة تابعة لقرية ذي الوسع، التابعة لعزلة النقيلين بمديرية السياني إحدى مديريات محافظة إب في الجمهورية اليمنية.، بلغ تعداد سكانها 39 حسب تعداد اليمن لعام 2004.